# 吉見義明
吉見 義明 （よしみ よしあき、1946年 - ）は、日本の歴史学者。専攻は日本近現代史。中央大学商学部名誉教授、日本の戦争責任資料センター共同代表。所属学会は日本史研究会、歴史学研究会など。山口県出身。

## 人物
日本の戦争責任問題、戦時下の民衆社会やその戦争体験受容の歴史などを研究対象としている。「かつての侵略戦争を反省し、慰安婦問題を解決していくことが、日本人の新たな自信と誇りにつながる」が持論であり、日本の慰安婦や、日本軍による毒ガス戦など「日本軍によって被害にあった声を日韓の若い人に伝え受け止めてもらう」ことを使命と考えている。
慰安婦問題は「日本による性奴隷制度」、「（それらは）日本の戦争責任と戦争犯罪、そして植民地統治の責任問題である」という立場から積極的に活動し、その運動が「第2次世界大戦のうちドイツで起きた性暴行の問題解明を促進して植民地支配責任を問うアフリカの人々に勇気を与えるなど世界に大きな影響を及ぼした」と主張、慰安婦関連記録をユネスコ世界記録遺産に申請するように働きかけている。

## 略歴
- 1970年 - 東京大学文学部国史学科卒業
- 1972年 - 同大学院人文科学研究科国史学専攻修士課程修了
- 1973年 - 同博士課程中退
- 1973年 - 東京大学文学部助手
- 1976年 - 中央大学商学部専任講師
- 1977年 - 同助教授
- 1988年 - 同教授
- 2017年 - 同名誉教授

## 慰安婦問題に関する主張

### 主張の背景
訪韓直前の朝日新聞報道への関与
吉見が慰安婦問題で脚光を浴びたのは、防衛庁防衛研究所図書館で閲覧した慰安婦に関する資料をコピーして朝日新聞記者の辰濃哲郎に渡したことにはじまる。朝日新聞は1992年1月11日の朝刊1面で「慰安所への軍関与示す資料　防衛庁図書館に旧日本軍の通達・日誌」と吉見の資料による記事を掲載し、吉見も「軍の慰安所が設けられたのは、上海戦から南京戦にかけて強姦事件が相次いだためといわれ、38年の通牒類は、これと時期的に符合する。当時、軍の部隊や支隊単位で慰安婦がどれだけいたかもわかる資料で、軍が関与していたことは明々白々。元慰安婦が証言をしている現段階で『関与』を否定するのは、恥ずべきだろう。日韓協定で、補償の請求権はなくなったというが、国家対国家の補償と個人対国家の補償は違う。慰安婦に対しては、謝罪はもとより補償をすべきだと思う」と述べている。
宮沢喜一首相（当時）の訪韓直前というタイミングで掲載されたこの記事は、一面で「慰安所、軍関与示す資料」「部隊に設置指示　募集含め統制・監督」「政府見解揺らぐ」と報じており、また、吉見が資料を「発見」したと報道されたが、研究者の間ではこの資料は既に周知のものであった。朝日はこの資料について吉見の解釈のみを載せ、吉見は紙面上で「軍の関与は明白であり、謝罪と補償を」とコメントした。この記事の説明や同日の社説には「朝鮮人女性を挺身隊の名で強制連行した」「その数は8万とも20万ともいわれる」との報道もなされた。翌1月12日の朝日新聞社説では「歴史から目をそむけまい」として宮沢首相には「前向きの姿勢を望みたい」と報じ、1月13日、加藤紘一官房長官（当時）が「お詫びと反省」の談話を発表、1月14日、宮沢首相は「軍の関与を認め、おわびしたい」と述べるに至った。
主張への批判
吉見が「発見した」と報じられたこの資料は「陸支密大日記」に閉じ込まれていた「軍慰安所従業婦等募集に関する件」（昭和13年3月4日、陸軍省兵務局兵務課起案、北支那方面軍及び中支那派遣軍参謀長宛）というもので、内容は「内地においてこれの従業婦等を募集するに当り、ことさらに軍部諒解などの名儀を利用しために軍の威信を傷つけかつ一般民の誤解を招くおそれある」から「憲兵および警察当局との連繋を密にし軍の威信保持上ならびに社会問題上遺漏なきよう配慮相成たく」というものであった。これについて吉見は「軍の関与は明白」と主張した。
これに対して、この資料が示す「関与」とは、朝日新聞が報道するような「関与」とは全く意味合いが違うものであったとする批判がでた。西岡力や小林よしのり、高橋史朗などからは、「悪質な業者が不統制に募集し「強制連行」しないよう軍が関与していたことを示しているもので「善意の関与」である」との批判や吉見とは別解釈が出た。
これらの批判に対して吉見は、（1）通達の主旨は派遣軍が業者を管理すべしというものであり取り締まりの励行ではない、（2）朝鮮や台湾でこのような書類が見つかっていない事を、小林よしのりらは知らず、朝鮮や台湾でもこの通達が出ていると考えているから、そうした考え方をするのだ、と主張している。
朝日新聞での慰安婦報道以降
上記の1992年1月11日の朝日新聞での報道以降から元慰安婦による訴訟、日韓間で政治問題化、教科書問題など慰安婦問題が日韓で大きく取り上げられる事となった。吉見はこれらの動きに応じてその後も慰安婦関係の研究を続け、著作・発言を行っており、現在は、西野瑠美子や林博史らと共同で戦争と女性の人権博物館の呼びかけ人 や日本軍慰安婦問題の立法解決を求める緊急120万人署名』の賛同人などを務めている。
2019年公開の慰安婦問題を扱ったドキュメンタリー映画『主戦場』に出演した。

### 研究アプローチについて
吉見は日本の慰安婦に関する論争においては、大本営発表のような信頼性の低い公文書に基づいたアプローチは意味が薄いとし、被害者の「証言」（オーラル・ヒストリー）から証明を行おうとするアプローチも行っている。

### 強制性の定義
吉見は日本の慰安婦に関する論争において、軍政策としての「強制性」があったと主張する人物である。
吉見は「強制性」について、『1910年に日本が締結してた『婦女売買に関する国際条約』の第2条の「詐欺・暴行・脅迫・権力乱用などにその他一切の強制手段」および、戦前の刑法第33章『略取及び誘拐の罪』の第226条の「国外移送目的略奪罪」「国外移送目的誘拐罪」「国外移送目的人身売買罪」「国外移送罪」4つの犯罪に違反する行為』 と定義しており、具体例として「騙されて連れていかれ、暴行と強姦を受けた」は詐欺による強制であり、「その後も拘束され自由を奪われるならそれも強制である」と述べている。さらに、自由意志で慰安婦となった女性についても、職業選択の自由があれば慰安婦となる者はいないとし、貧困や失業、植民地支配といった強制の結果だと主張をしている。

### 軍の関与
吉見は、警察資料、拓務省・内務省の資料の一部、従軍日誌や軍の業務日誌類、法務省・外務省の戦犯裁判資料、厚生省の復員・援護関係資料などが非公開なので事実究明には制約があると主張している。
吉見義明は軍の関与について以下の例を挙げている。
- 1932年3月：上海派遣軍は上海で慰安所を作った、岡村寧次上海派遣軍参謀副長や岡部直三郎高級参謀が慰安所を作る指示を出し、永見俊徳参謀が設置を行った[18][19]。
- 1937年12月：中支那方面軍は慰安所設置の指示を出した。これを受けた上海派遣軍では参謀第二課が案を作成、長勇参謀が設置を担当した[20]。
- 1937年12月：第十軍参謀寺田雅雄中佐は憲兵を指揮して湖州に慰安所を設置した[20]。
- 1938年6月：北支那方面軍の参謀岡部直三郎中将は、指揮下の区部隊に慰安所の設置を指示を出している[21]。
- 千田夏光が自著『従軍慰安婦』（1978年）において、1941年7月：関東軍は2万人の朝鮮人「慰安婦」を徴募しようと計画、原善四郎参謀は朝鮮総督府に依頼して八千人の朝鮮人慰安婦を集め満州に送った（P102-105）と書いており、最初は原から直接聞いたとしていたが、後に、『関東軍』（中公新書、1965年）（島田俊彦 『関東軍―在満陸軍の独走』 講談社学術文庫, 2005/06 ISBN 978-4061597143）が出処原典とした。しかし、その書には人物や数字は存在しないという[要ページ番号]。しかし、千田夏光の著作には数々の問題点が指摘されている。

- 1939年：海南島の海軍部隊のため慰安所設置を計画、海軍第4根拠地隊司令部が台湾総督府海軍武官に特要員（慰安婦のこと）[要検証 – ノート]50名の徴募を要請。台湾総督府の武官からは特要員50人を送るという電報がきた[22]。

ただし、歴史学者の秦郁彦は、軍の関与については当初から研究者の間でも異論はなく、映画などのたぐいも多く軍が関与していないと思う人の方が珍しかったろうとし、政府が「国としての関与を認めてこなかった」と報じた1992年1月11日の朝日新聞の報道を批判している。

### 慰安婦＝性奴隷制度主張
吉見は日本の慰安婦に関する論争において、日本軍が女性を「性奴隷」とする制度を運営していたと主張する人物である。
吉見は宋神道による在日韓国人元従軍慰安婦謝罪・補償請求事件で、東京地裁が行った認定事実「一九三二年から終戦時までいわゆる醜業を目的として各地に従軍慰安所が設置され、従軍慰安婦が配置されたが、原告も、一九三八年頃から終戦時まで、各地の慰安所で意に沿わないまま否応なく従軍慰安婦として軍人の相手をさせられた。」 に、「原告がいやになって逃げようとすると、そのたびに慰安所の帳場担当者らに捕まえられて連れ戻され、殴る蹴るなどの制裁を加えられたため、原告は否応なく軍人の相手を続けざるを得なかった。」「原告らは、連日のように朝から晩まで軍人の相手をさせられた。殊に、日曜日はやってくる軍人の数が多く、また、通過部隊があるときは、
とりわけ多数の軍人が訪れ、原告が相手をした人数が数十人に達することもあった。」という内容を追記し、東京高裁判決も追認してるとして『慰安婦は、居住の自由、外出の自由、廃業の自由（自由廃業）、拒否する自由がない性奴隷制である』と定義している。（東京高裁判決の内容は「国連人権委員会の特別報告者であるラディカ・クマラスワミによる「人権委員会決議一九九四／四五にもとづく『女性への暴力に関する特別報告者』による戦時の軍事的性奴隷制問題に関する報告書」（一九九六年〔平成八年〕。以下「クマラスワミ報告書」という。）は、第二次世界大戦中に旧日本軍によって設されたいわゆる慰安所制度が国際法上の義務に違反したとし、従軍慰安婦を「軍事的性奴隷」と論じていることが認められ、《証拠略》によれば、国連人権委員会の差別防止・少数者保護小委員会の特別報告者であるゲイ・Ｊ・マクドゥーガルによる最終報告書「武力紛争時における組織的強姦、性奴隷及び奴隷類似慣行」（一九九八年〔平成一〇年〕。以下「マクドゥーガル報告書」という。）も旧日本軍の慰安所の強制的売春を強姦と、従軍慰安婦を事実上の奴隷であると論じていることが認められるが、これらの各報告書中、クマラスワミ報告書は、奴隷条約上の奴隷と関連付けたうえで、従軍慰安婦がこれに当たるとの結論を出しているものではない。しかし、これらの報告書から、従軍慰安婦の実態については、奴隷状態類似の重大な人権侵害行為があったものと推認することができる。しかしながら、奴隷条約に関する国際慣習法の適用に際しては、そこでいう奴隷の定義を無視することはできず、前記認定のとおり、従軍慰安婦が当時成立していたと認められる奴隷条約に関する国際慣習法上の奴隷に当たるとは認められず、仮にこれに該当するとしても、条約上の義務を怠ったことになる被控訴人に対して、個人が直接国内法手続で損害賠償請求権を行使することができるという国際慣習法が成立していたとは認められない。」である。）
2007年（平成19年）4月17日、林博史との共同記者会見で、「慰安所は事実上組織的な'性奴隷'だ。慰安婦たちは強圧による拉致や誘拐で募集され、監禁された」とし、「安倍総理は狭義の強制性という言葉を動員して強制動員を否認しているが、中国の山西省での裁判資料やフィリピンの女性たちの証言、オランダ政府の資料などを見れば、日本軍や官吏による強制動員が行われたことは明らかだ」と述べ、「安倍総理と政府は、慰安婦の強制動員に伴い、女性の尊厳性を無視したことに対し、明確な立場を示して法的責任を負わなければならない」と要求した。

### 被害者数について
女性家族部 (大韓民国)が運営する『日本軍「慰安婦」被害者e-歴史館』の英語版Q&Aで吉見は慰安婦の被害者総数を8〜20万人と推定しているとして紹介されている。
「慰安婦」の割合は陸軍は兵100人に1人と推測し、海外の兵員は最大350万人約3万人、交代数を入れて6万人、その間を取って4万5000人となるが、現地の軍が独自に集めた数があるともっと増える。そのため、慰安婦の数は8万から20万人と考えるのが妥当であるとしている。日本人の慰安婦の割合は全体の約12%と推測している。

### 日本軍の責任について
朝鮮や台湾において、日本軍が奴隷狩りのような強制連行（「狭義の強制」）をしたという資料がないことは認めており、自身もそのような主張をしたことはないと述べている が、河野談話の「朝鮮半島は日本の統治下にあって、その(慰安婦)募集・輸送・管理も甘言と強圧など全体的に本人の意志に反してなされた」という箇所を「甘言は刑法で言えば‘誘拐’、強圧は‘略取’に該当する。」と解釈して「日本軍が業者を人身売買犯として逮捕し、被害者である女性を故郷へ送り返さなければならないが、そのような例は一件もない。結局、慰安所は軍の施設であるから軍は誘拐、略取という犯罪の主犯、業者は従犯になる。」と結論付け、国家の法的責任を避けようとしても避けられないと主張している。
また、「狭義の強制」がないことは「国外移送目的略奪罪」に該当しないだけであり、「日本政府に責任なし」という結論にはならないとし、「軍が徴募の指示をしていれば、軍が最高責任者である」と日本軍に責任があると主張している。

### 日本の賠償責任について
吉見は日韓基本条約を「請求権問題を整理した条約」と定義し、日本が植民地支配の責任問題を認めていない不完全な内容と評価している。そのため、日韓基本条約の第3条「日韓の請求権の問題についても完全かつ最終的に解決されている」によって、慰安婦問題が解決されていないのは論理的に明らかだが、日本人はこの点に対する認識がとても不足していると主張している。

### 日本軍慰安所の特異性主張と批判
日本以外の戦時売春宿については「軍が率先してこのような制度をつくり、維持・管理していったのは、確認される限り、日本軍とドイツ軍しかありません」「これまでの研究では、第二次世界大戦時において日本軍「慰安婦」制度のような国家による組織的な性奴隷制を有していたのは、日本とナチス・ドイツだけであった。」「当時、当初から公娼制のなかったアメリカや、イギリスなどのように公娼制を廃止していた国が多く、将兵が民間の売春宿を利用することはあったとしても、軍が組織的に管理運営することは許されなかった国々が多かった。」「諸外国の軍人による性暴力もあったが、それは「慰安婦」制度とは別のものであり、それらを混同させて、日本軍「慰安婦」制度を免罪することはできない。」。（ただし、2007年3月31日、ニューヨーク・タイムズでオオニシ・ノリミツからの慰安婦問題に関する質問に対しては「国家による組織的な売春システムを運営したのは日本のみであり、ナチスドイツによる強制収容所売春宿や国防軍売春宿、米軍向け韓国慰安所などは、国家による組織的な売春システムではなく、利用する兵士がいた売春宿に過ぎない」と回答している。）。
吉見の主張に対して、池田信夫は、ナチスドイツにおける国営売春施設があったことや、ソ連や英連邦軍にも軍用売春施設があったこと、また戦後の日本でRAAと呼ばれる米軍用の売春施設が設置されたことを示し、吉見の発言は嘘であると批判している。

## 捏造批評への訴訟と棄却
2013年5月、日本維新の会に所属していた桜内文城前衆院議員が、吉見の著書『従軍慰安婦』について「これは既に捏造であるということが、いろんな証拠によって明らか」と発言した件で、名誉を傷付けられたと主張、1200万円の損害賠償などを求めた訴訟を起こしたが、2016年1月20日に東京地裁は、「公益に関わる問題についての論評の範囲内であり、違法性はない」「司会者の言葉に短くコメントしただけで、教授の社会的評価は低下させるが、論評に当たるため、賠償責任は負わない」として請求を棄却し、同年12月に東京高裁も「『日本軍が女性を性奴隷とした、との事実は捏造だ』という発言と理解することも十分考えられる」と棄却、2017年6月29日、最高裁の上告棄却決定により、東京高裁判決が裁判結果として確定し、桜内に敗訴する形となった。

## 論争・批判

### アジア女性基金への批判
アジア女性基金の設立には「慰安婦への賠償金は政府予算が使われない」という方針を批判し、参加を拒否した。吉見はアジア女性基金について「慰安婦への賠償金は政府予算ではなく民間からの募金で行われ、政府予算は医療費支援などに使われた。しかし、慰安婦への賠償金は政府予算で行い、民間からの募金で医療費支援などを行うべきであった。政府は被害者の望んでいる救済を考えるのではなく、日本国の責任として被害者にどのように償うのかを考えるべきである」とアジア女性基金の取り組みを批判している。

### 橋下への類似制度の否定
2013年6月4日、日本維新の会共同代表の橋下徹大阪市長が慰安婦制度について「他国も同じようなことをしていた」と発言したことに対して、吉見は「軍の施設として組織的に慰安所を作った国はほかにない。日本の慰安婦制度は特異だった」と主張した。

### 慰安婦合意否定
慰安婦問題日韓合意については白紙撤回を主張しており、2016年に和田春樹から「合意を受け入れた慰安婦被害者に対しての非難になる」「1990年以降から続いた和解に向けた関係者の努力を考えていない」などの批判を受けている。

## 著作

### 単著
- 『草の根のファシズム：日本民衆の戦争体験』東京大学出版会、1987年。→ 2022年に岩波書店で文庫化。
- 『従軍慰安婦』岩波書店、1995年
- 『毒ガス戦と日本軍』岩波書店、2004年
- 『日本軍「慰安婦」制度とは何か』岩波書店（岩波ブックレット）、2010年6月
- 『買春する帝国：日本軍「慰安婦」問題の基底』岩波書店、2019年6月
- 『焼跡からのデモクラシー：草の根の占領期体験（全2巻）』岩波書店、2024年11月

### 共著・分担執筆
- 『体系・日本現代史 第1巻』（担当範囲「満州事変論」）、日本評論社、1978年11月
- 『フィリピン戦逃避行：証言昭和史の断面』新美彰、岩波書店（岩波ブックレット）、1993年
- 『七三一部隊と天皇・陸軍中央』伊香俊哉、岩波書店（岩波ブックレット）、1995年
- 『共同研究 日本軍慰安婦』林博史、大月書店、1995年
- 『「従軍慰安婦」をめぐる30のウソと真実』川田文子、大月書店、1997年
- 『歴史の事実をどう認定しどう教えるか：検証・731部隊 南京虐殺事件 従軍慰安婦』教育史料出版会、1997年10月
- 『現代歴史学と南京事件』笠原十九司, 吉田裕編、柏書房、2006年
- 『岩波講座 アジア・太平洋戦争 第6巻』（担当範囲「民衆の戦争体験と戦後」）、岩波書店、2006年4月
- 『「慰安婦」バッシングを越えて』（担当範囲「『河野談話』をどう考えるか」）、大月書店、2013年6月
- 『歴史学を学ぶ人々のために』（担当範囲「日本軍『慰安婦』問題と歴史学」）、東京歴史科学研究会編、2017年3月
- 『「慰安婦」問題と未来への責任』（担当範囲「日韓『合意』の何が問題なのか」、大月書店、2017年12月
- 『三十七人の著者 自著を語る』（担当範囲「民衆の体験と『過去の克服』」）知泉書店、2018年4月
- 『世界のなかの子規・漱石と近代日本』（担当範囲「『草の根のファシズム』のその後」）勉誠出版、2018年7月
- 『だれが日韓「対立」をつくったのか：徴用工、「慰安婦」、そしてメディア』（担当範囲「日本軍の強制連行はなかった？」）大月書店、2019年12月

### 編纂史料
- 『資料日本現代史（4）翼賛選挙1』大月書店、1981年
- 『資料日本現代史（5）翼賛選挙2』大月書店、1981年
- 『資料日本現代史（10）日中戦争期の国民動員1』大月書店, 1984年
- 『資料日本現代史（11）日中戦争期の国民動員2』大月書店, 1984年
- 『十五年戦争極秘資料集 第18集 毒ガス戦関係資料』不二出版、1989年
- 『従軍慰安婦資料集』大月書店、1992年12月
- 『十五年戦争極秘資料集 補巻2　毒ガス戦関係資料2』不二出版、1997年

### 解説
- 『草：日本軍「慰安婦」のリビング・ヒストリー』キム・ジェンドリ・グムスク:著, 都築寿美枝ほか:翻訳、ころから株式会社、2020年2月

## 論文
- 吉見義明 - researchmap
- CiNii 吉見義明
- 吉見義明 - KAKEN 科学研究費助成事業データベース
- 吉見義明 - J-GLOBAL